# Bất Khuất
Cơ Bất Khuất hay Cơ Bất Truật (tiếng Trung: 不窋; 2300 TCN – 2100 TCN), là quân chủ thứ hai của nước Thai, chư hầu nhà Hạ trong lịch sử Trung Quốc. Ông là con trai của Hậu Tắc, và kế nghiệp cha mình dưới thời vua Hạ Vũ. Thấy chính sự nhà Hạ càng ngày suy yếu, ông đã dời đô đến Tai.

## Thân thế
Là con trai của Hậu Tắc, ông là tổ tiên của nhà Chu. Cháu trai của ông là Công Lưu.